# Zmarli w lutym 2011

## Luty 2011
- 28 lutego
  - Annie Girardot, francuska aktorka[1]
  - Elsina Hidersha, albańska piosenkarka[2]
  - Józef Kocurek, polski samorządowiec, wiceprezydent Katowic[3]
  - Andrzej Kreütz Majewski, polski scenograf, malarz[4]
  - Jane Russell, amerykańska aktorka[5]
  - Ryszard Wojtasik, polski opozycjonista, współorganizator Radia „Solidarność”[6]
  - Jerzy Wołk-Łaniewski, polski dziennikarz[7]
  - Andrzej Zuber, polski uczony, współtwórca geofizyki jądrowej i hydrologii izotopowej w Polsce[8]
- 27 lutego
  - Frank Buckles, amerykański żołnierz, ostatni amerykański weteran I wojny światowej i jeden z trojga ostatnich na świecie[9]
  - Necmettin Erbakan, turecki polityk, premier Turcji[10]
  - Danuta Idaszak, polska muzykolog, wieloletnia kierownik Biblioteki Instytutu Muzykologii Uniwersytetu Warszawskiego[11]
  - Eddie Kirkland, amerykański muzyk bluesowy[12]
  - Oto Mádr, czeski ksiądz katolicki, teolog[13]
  - Kazimierz Modzelewski, polski polityk[14]
  - Amparo Muñoz, hiszpańska aktorka, Miss Universe[15]
  - Gary Winick, amerykański reżyser[16]
- 26 lutego
  - Lucie Cytryn-Bialer, działaczka społeczno-kulturalna, ocalona z Holocaustu[17]
  - Arnošt Lustig, czeski pisarz[18]
  - Deon Prinsloo, południowoafrykański żużlowiec, czterokrotny mistrz kraju[19]
  - Dean Richards, angielski piłkarz[20]
  - Władysław Szymłowski, polski wojskowy, generał dywizji, sympatyk motoryzacji[21]
  - Mark Tulin, amerykański basista grupy Smashing Pumpkins[22]
- 25 lutego
  - Irena Majchrzak, polska pedagog, socjolog, autorka odimiennej metody nauki czytania[23]
- 24 lutego
  - Clare Amory, amerykańska perkusistka formacji Excepter[24]
  - Suze Rotolo, amerykańska artystka[25]
- 22 lutego
  - Nicholas Courtney, brytyjski aktor[26]
  - Tadeusz Garbuliński, polski lekarz medycyny weterynaryjnej, farmakolog, rektor Wyższej Szkoły Rolniczej we Wrocławiu[27]
  - Marek Łuczyński, polski działacz sportowy, trener lekkoatletyczny[28]
- 21 lutego
  - Gilbert Mottard, belgijski i waloński polityk oraz samorządowiec, minister ds. emerytur (1990–1992)[29]
  - Bernard Nathanson, amerykański lekarz, profesor nauk medycznych, działacz ruchów pro-life[30]
  - Jerzy Nowosielski, polski malarz, rysownik, filozof, scenograf[31]
  - Andrzej Rębacz, polski redemptorysta, dyrektor Krajowego Ośrodka Duszpasterstwa Rodzin[32]
- 20 lutego
  - Jan Bereza, polski zakonnik, benedyktyn, propagator medytacji chrześcijańskiej[33]
- 19 lutego
  - Jan Gaj, polski fizyk, profesor Uniwersytetu Warszawskiego[34]
  - Andrzej Motyka, polski piłkarz[35]
  - Dietrich Stobbe, niemiecki polityk, przewodniczący Bundesratu (1978–1979)[36]
- 18 lutego
  - Cayle Chernin, kanadyjska aktorka[37]
  - Włodzimierz Olszewski, polski reżyser[38]
  - Marek Rybiński, polski duchowny katolicki, salezjanin, misjonarz[39]
  - Tichon (Żylakow), ukraiński biskup prawosławny, ordynariusz eparchii krzemieńczuckiej Patriarchatu Moskiewskiego[40]
- 17 lutego
  - Steve Horn, amerykański polityk, członek Izby Reprezentantów (1993–2003)[41]
  - Perry Moore, amerykański producent filmowy[42]
  - Janusz Uklejewski, polski fotografik[43]
  - Stanisław Uziak, polski gleboznawca, profesor i rektor Uniwersytetu Marii Curie-Skłodowskiej w Lublinie[44]
- 16 lutego
  - Justinas Marcinkevičius, litewski pisarz, poeta[45]
- 15 lutego
  - Sławomir Radoń, polski historyk, Naczelny Dyrektor Archiwów Państwowych[46]
  - Karin Stanek, polska piosenkarka, wokalistka zespołu Czerwono-Czarni[47]
- 14 lutego
  - Roman Jezierski, polski trener piłki ręcznej[48]
  - George Shearing, amerykański pianista jazzowy, kompozytor[49]
  - John Strauss, amerykański kompozytor muzyki filmowej[50]
- 13 lutego
  - Arnfinn Bergmann, norweski skoczek narciarski, mistrz olimpijski[51]
  - Inese Jaunzeme, łotewska oszczepniczka, mistrzyni olimpijska[52]
- 12 lutego
  - Peter Alexander, austriacki aktor, piosenkarz[53]
  - Mato Damjanović, chorwacki szachista[54]
  - Betty Garrett, amerykańska aktorka[55]
  - Fedor den Hertog, holenderski kolarz szosowy, medalista olimpijski[56]
  - Irena Janowska, polska dziennikarka, przez 50 lat związana z Expressem Wieczornym[57]
  - Andrzej Kłopotowski, polski pływak, olimpijczyk z Rzymu 1960[58]
  - Kenneth Mars, amerykański aktor[59]
  - Wojciech Obtułowicz, polski architekt[60]
- 11 lutego
  - Władysław Pihan, polski polityk i agronom, poseł na Sejm PRL VII kadencji[61]
  - Josef Pirrung, niemiecki piłkarz[62]
  - Barbara Szydłowska-Żelazny, polska koszykarka[63]
- 10 lutego
  - Antoni Halor, polski reżyser, literaturoznawca, publicysta[64]
  - Petro Olijnyk, ukraiński polityk[65]
  - Józef Życiński, polski duchowny katolicki, teolog i filozof, arcybiskup metropolita lubelski[66]
- 9 lutego
  - Janusz Maciejewski, polski filolog, krytyk literacki[67]
  - Andrzej Przybielski, polski trębacz jazzowy[68]
  - Stanisław Supruniuk, polski wojskowy, szef Urzędów Bezpieczeństwa w Nisku, Krośnie i Gdyni[69]
- 8 lutego
  - Luiz Bueno, brazylijski kierowca wyścigowy[70]
  - Mieczysław Fęglerski, polski koszykarz[71]
  - Inoke Maraiwai, fidżyjski rugbysta[72]
  - Jerzy Pancek, polski kolarz[73]
  - Cesare Rubini, włoski koszykarz, piłkarz wodny, trener[74]
  - Marvin Sease, amerykański wokalista bluesowy[75]
- 7 lutego
  - Hysen Hakani, albański reżyser, scenarzysta filmowy[76]
- 6 lutego
  - Jerzy Banaśkiewicz, polski duchowny katolicki, protonotariusz apostolski, poeta[77]
  - Josefa Iloilo, fidżyjski polityk, prezydent Fidżi[78]
  - Gary Moore, irlandzki muzyk, gitarzysta, wokalista, kompozytor[79]
  - Ken Olsen, amerykański inżynier[80]
  - Magdalena Tesławska, polska kostiumograf[81]
- 5 lutego
  - Eugeniusz Czajka, polski hokeista, olimpijczyk[82]
  - Pertti Purhonen, fiński bokser, medalista olimpijski[83]
- 4 lutego
  - Martial Célestin, haitański polityk, premier Haiti[84]
  - Irena Górska, polski archeolog, badacz średniowiecza, pracownik Instytutu Historii Kultury Materialnej PAN[85]
  - Adolf Maciejny, polski specjalista inżynierii materiałowej, członek Polskiej Akademii Nauk[86]
  - Lena Nyman, szwedzka aktorka[87]
  - Janusz Pezda, polski polityk, samorządowiec, były wojewoda jeleniogórski[88]
  - Tura Satana, amerykańska aktorka[89]
- 3 lutego
  - Janusz Drob, polski historyk, rektor Wyższej Szkoły Biznesu im. bp. Jana Chrapka w Radomiu[90]
  - Maria Olszewska, polska biolog komórki, członek Polskiej Akademii Nauk[86]
  - Maria Schneider, francuska aktorka[91]
- 2 lutego
  - Margaret John, amerykańska aktorka[92]
  - Alina Molska, polska socjolog[93]
- 1 lutego
  - Stanisław Michalski, polski aktor[94]

- data dzienna nieznana
  - Michał Strulak – polski fizyk, nauczyciel i samorządowiec, burmistrz gminy Warszawa-Wilanów (1998–2002)[95]